# Orens Denizard
Charles Bonaventure Orens Denizard (Pontru, 8 mei 1879 - 1965) was een Frans tekenaar en satiricus. Zijn normale voornaam was Charles maar hij signeerde met Orens (ook wel D'Nizard).
Op twaalfjarige leeftijd werkte hij al in een drukkerij in Amiens, waar hij bekend raakte met procedés die hij later zou gebruiken, onder meer lithografie en gravure. In 1896 kon hij dankzij een beurs naar de École des Beaux-arts in Parijs.
Orens was de auteur van de Burin satirique, een periodieke publicatie van postkaarten met politiek-satirische prenten die door hem gegraveerd waren. Van 1903 tot 1907 verscheen elk jaar een vijftigtal kaarten in een oplage van 250 exemplaren.